# Aureliano Álvarez-Coque
Aureliano Álvarez-Coque de Blas (Madrid, 1877-México, 1950) fue un militar español, Diplomado de Estado Mayor y profesor de la Academia de Infantería. Al estallar la guerra civil española permaneció leal al gobierno republicano. Jefe de Estado Mayor republicano durante una etapa de la guerra.

## Biografía
Álvarez-Coque nació en Madrid en 1877. Tomó parte en la campaña de Cuba como teniente del arma de infantería (1895 – 1898). En 1903 fue ascendido a capitán y en 1905 ingresó en la Escuela Superior de Guerra, diplomándose de Estado Mayor en 1910. Sirvió en 1911 como agregado militar en la Embajada de España en Viena. En 1912 fue destinado como profesor de la Academia de Infantería de Toledo. En 1924, ascendió a teniente coronel y fue destinado a Marruecos donde asumió, en 1925, el mando de la Mehal-la Jalifiana de Tetuán, contingente de tropas indígenas que participó en acciones ofensivas de la Guerra del Rif posteriores al desembarco de Alhucemas. En 1927 ascendió a coronel por méritos de guerra y fue nombrado jefe de Intervenciones de Melilla hasta que fue trasladado a la Península en 1930.
En 1931, tras la proclamación de la Segunda República Española, fue destinado al Estado Mayor del Ministerio de la Guerra.

### Guerra Civil
En agosto de 1936, una vez iniciada la Guerra Civil (18 de julio de 1936), ocupó el mando militar republicano de Toledo e inició el Asedio del Alcázar. Tras varios frustrados asaltos, Álvarez-Coque sufrió un accidente de automóvil y fue relevado el 2 de septiembre por el comandante Antonio Rúbert de la Iglesia.
En noviembre de 1936 dirigió el sector Moncloa-Paseo Rosales de la defensa de Madrid, bajo el mando del general Miaja. En la reorganización de las Fuerzas de Defensa de Madrid del 27 de noviembre quedó al mando de uno de los cuatro sectores de la Defensa (los otros tres al mando de Kléber, Mena y Líster). El 2 de enero de 1937 fue nombrado jefe de Estado Mayor del Ejército del Centro comandado por el general Pozas. En febrero del mismo año participó en la batalla del Jarama, al mando de la Agrupación de Reserva en la que se encuadró la XIII Brigada internacional. Posteriormente fue destinado al reorganizado Estado Mayor Central cuya jefatura estaba a cargo del General Toribio Martínez Cabrera. Al cesar éste, el 13 de marzo de 1937, Álvarez-Coque le sustituyó hasta el nombramiento del Coronel Vicente Rojo Lluch el 20 de mayo de 1937.
Una de las acciones más controvertidas del período de Álvarez-Coque al mando del Estado Mayor Central fue la preparación de un plan para desencadenar una ofensiva sobre Extremadura, operación que no se llevó a cabo a consecuencia de la sustitución de Francisco Largo Caballero en la Presidencia de Gobierno.

### Etapa en el exilio
A inicios de 1939, el ejército franquista ocupó Cataluña y Álvarez-Coque se exilió a Francia, para trasladarse a México donde vivió hasta su fallecimiento en 1950. Allí colaboró con el Gobierno de la República Española en el exilio en la formación de cuadros militares utilizables en el futuro. Estos planes se vieron frustrados tras la no intervención de los aliados en España después de la Segunda Guerra Mundial.
Álvarez-Coque fue reconocido como especialista en táctica militar, escribiendo varias obras sobre la materia, siendo la más divulgada la Historia Militar, en colaboración con Juan de Castro, obra publicada en 1921 que fue declarada como libro de texto para las Academias de Infantería y de Artillería.

## Enlaces externos

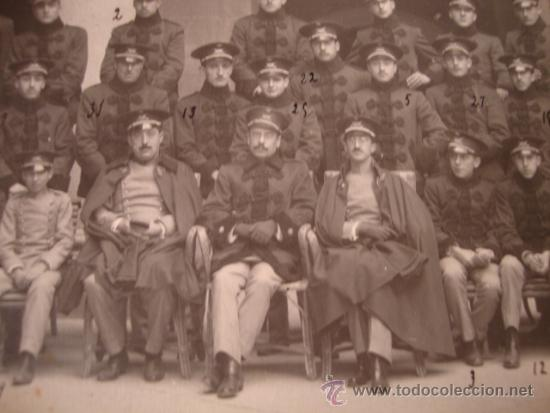
Arturo García